# Kőhegy (település)
Kőhegy (1899-ig Lukovistye, szlovákul Lukovištia, korábban Strelnice) község Szlovákiában, a Besztercebányai kerület Rimaszombati járásában.

## Fekvése
Rimaszombattól 12 km-re északra, a Szlovák Érchegység délkeleti részén, a Papcsa-patak jobb partján fekszik. Mellékutak kötik össze Rimabányával (8 km), Melegheggyel (11 km) és Tóthegymegen (4 km) keresztül Rimaszombattal (12 km).
Keletről Balogrussó és Derencsény, délkeletről Balogpádár, délnyugatról Rimaszombat, nyugatról Tóthegymeg és Karaszkó, északról Babarét és rövid szakaszon Kiéte községekkel határos.
14,2933 km²-es területe nem változott a 20. század folyamán.

## Története
1407-ben említik először „Lwkowystya" alakban, de valószínűleg a 13. században keletkezett. A 14. században Kis- és Nagylukovistye részekre oszlott a Derencsényi család birtokában. A 15. század közepéig különböző nemesi családok tulajdonában állt. 1427-ben az adóösszeírásban 18 portát számláltak a településen. A folyamatos török támadások miatt lakói elköltöztek.
Lehotka nevű része 1574-ben tűnik fel az oklevelekben a Derencsényi család birtokaként. A 17. századtól Murány várának tartozéka volt. Területén feküdt a szintén 1407-ben említett Teletnek falu is, mely 1548 körül pusztult el.
A 18. század végén Vályi András így ír róla: „LUKOVISTYE. Tót falu Gömör Várm. földes Urai Dráskóczy, és több Uraságok, lakosai külömbfélék, fekszik Rahonak szomszédságában, mellynek filiája, határja kősziklás, de ha trágyáztatik, meg lehetős, legelője nem elég, fája mind a’ két féle van, piatzozása nem meszsze, lakosai többnyire Tímárok, és bognárok."
1828-ban 120 háza és 967 lakosa volt. Lakói mezőgazdasággal, állattartással, tímármesterséggel, fuvarozással és háziipari termékek készítésével foglalkoztak.
Fényes Elek geográfiai szótárában eképpen ír a községről: „Lukovistye, tót falu, Gömör és Kis-Honth egyesült vármegyében, Rimaszombathoz északra 1 1/2 mfld.: 9 kath., 961 evang. lak. Evang. szentegyház. Gyümölcsöt nemcsak kertekben, hanem a szántóföldeken is termesztenek, ugy hogy az egész határ gyümölcsös erdőhöz hasonlít; továbbá számos timár találtatik köztük; a Konkova hegyén pedig hires répát termesztenek. A derencsényi uradalomhoz tartozik." Archiválva 2007. szeptember 27-i dátummal a Wayback Machine-ben
Borovszky monográfiasorozatának Gömör-Kishont vármegyét tárgyaló része szerint: „Lukovistye, tót kisközség, körjegyzőségi székhely, 85 házzal és 338 ág. ev. vallású lakossal. A Derencsényiek uradalmához tartozott és az uradalom többi községeinek sorsában osztozott. 1427 körül nevét háromféle változatban találjuk említve az akkori oklevelekben, ú. m. Lwkowische, Lwkowyschya és Naglewkowesche. A mult században nevezetes gyümölcstermelése volt. A község fél kilométernyi távolságból kapja ivóvizét, mely föld alatti csöveken folyik a falúba. A községben levő ág. h. ev. templom 1794-ben épült. Lukovistye tájékán feküdtek hajdan Dabsa és Bablikó községek, melyek 1413-ban még mint a Derencsényiek birtokai szerepelnek, de azóta teljesen nyomuk veszett. A község postája Gömörráhó, távírója és vasúti állomása pedig Rimaszombat."
A trianoni békeszerződésig Gömör-Kishont vármegye Rimaszombati járásához tartozott.

## Népessége
| Év:            | 1994. | 2004.    | 2014.   | 2024.   |
| -------------- | ----- | -------- | ------- | ------- |
| Emberek száma: | 224   | 194      | 202     | 197     |
| Eltérés:       |       | -13,39 % | +4,12 % | -2,47 % |

| Év:            | 2023. | 2024.   |
| -------------- | ----- | ------- |
| Emberek száma: | 193   | 197     |
| Eltérés:       |       | +2,07 % |

1910-ben 342-en, többségében szlovákok lakták, jelentős magyar kisebbséggel.
1921-ben 377 lakosából 374 szlovák nemzetiségű; 106 római katolikus, 269 pedig evangélikus vallású volt.
2001-ben 188 lakosából 180 szlovák volt.
2011-ben 196 lakosából 183 szlovák.

## Nevezetességei
- Evangélikus temploma 1794-ben épült barokk-klasszicista stílusban

## Híres emberek
- Itt született 1876-ban Ivan Krasko költő, a szlovák irodalom nagy alakja. Szülőháza, mellszobra és síremléke látható a faluban.
- Temetőjében nyugszik az egyik legnevesebb szlovák újságíró, Ladislav Mňačko (1919–1994).

## Külső hivatkozások
- Községinfó
- Kőhegy Szlovákia térképén
- A község a kistérség honlapján
- E-obce.sk Archiválva 2009. május 22-i dátummal a Wayback Machine-ben